# Provincia de Oppland
Oppland fue una antigua provincia o condado de Noruega situada en la zona centro-meridional del país, desde el 1 de enero de 2020 parte de la provincia de Innlandet. Tenía fronteras con las provincias de Sør-Trøndelag, Møre og Romsdal, Sogn og Fjordane, Buskerud, y Akershus. Su capital era Lillehammer. Tenía una superficie de 25 192 km², que en términos de extensión era similar a la de Cerdeña. Su población,  según el censo de 2015, era de 188 807 habitantes.
El 1 de enero de 2020, los antiguos condados de Hedmark y Oppland se fusionaron en el nuevo condado de Innlandet.

## Localidades
- Aurdal (677 hab.)
- Bagn (719 hab.)
- Beitostølen (382 hab.)
- Biri (1507 hab.)
- Bismo (646 hab.)
- Bjølstad (401 hab.)
- Bøverbru (769 hab.)
- Brandbu/Jaren (4672 hab.)
- Bybrua (1010 hab.)
- Dale (681 hab.)
- Dokka (2964 hab.)
- Dombås (1240 hab.)
- Eina (732 hab.)
- Fåberg (689 hab.)
- Fagernes (1936 hab.)
- Fåvang (654 hab.)
- Follebu (1156 hab.)
- Forset (583 hab.)
- Fossbergom (882 hab.)
- Gjøvik (20 112 hab.)
- Gran/Ringstad (1638 hab.)
- Granrudmoen (2004 hab.)
- Grua (1519 hab.)
- Harestua (2280 hab.)
- Harpefoss 327 hab.)
- Heggenes 279 hab.)
- Hov (2076 hab.)
- Hundorp (568 hab.)
- Jevnaker (4747 hab.)
- Jørstadmoen (756 hab.)
- Kapp (2055 hab.)
- Kolbu (661 hab.)
- Kvam (782 hab.)
- Lalm (336 hab.)
- Leira (865 hab.)
- Lena (1179 hab.)
- Lensbygda (492 hab.)
- Lia (286 hab.)
- Lillehammer (20 400 hab.)
- Lunner (974 hab.)
- Moane (239 hab.)
- Monsveen (332 hab.)
- Nordlia (596 hab.)
- Otta (1749 hab.)
- Raufoss (7315 hab.)
- Reinsvoll (1035 hab.)
- Ringebu (1394 hab.)
- Roa (969 hab.)
- Røn (251 hab.)
- Sandbumoen (283 hab.)
- Segalstad Bru (996 hab.)
- Skreia (1020 hab.)
- Sletta (316 hab.)
- Slidre (338 hab.)
- Tretten (843 hab.)
- Vågåmo (1506 hab.)
- Vingnes (1534 hab.)
- Vingrom (592 hab.)
- Vinstra (2588 hab.)

(Población estimada a 1 de enero de 2017)

## Geografía
Oppland era una provincia del interior de Noruega sin salida al mar. Por lo tanto, y dada la configuración orográfica del país, los Alpes escandinavos ocupaban buena parte de su superficie con sus cumbres permanentemente nevadas. Entre ellas destacan el Galdhøpiggen (2469 m s. n. m.) y el Glittertind (2465 m s. n. m.), las dos mayores cimas de la península escandinava.
La provincia se extendía desde los lagos Mjøsa y Randsfjorden hasta las montañas Dovrefjell, Jotunheimen y Rondane. El condado se dividía convencionalmente en distritos tradicionales. Estos son Gudbrandsdalen, Valdres, Toten, Hadeland y Tierras.
Oppland incluía las ciudades de Lillehammer, Gjøvik, Otta, y Fagernes, y dos más altas montañas, glitterati de Noruega y Galdhøpiggen.
Varios museos y paradas de autobús están situadas en Oppland y el turismo es importante para la economía, Valdres y Gudbrandsdal siendo lugares de interés. El Gudbrandsdal rodea el río Gudbrandsdalslågen, e incluye las islas pueblos, Dovre y Dombås. Valdres incluye el área se extiende desde Jotunheimen hasta Bagn que River Begna. Es un lugar muy conocido para el esquí y los deportes de invierno. Los principales centros de población de esta zona son Beitostølen y Fagernes. Ocho de las diez montañas más altas de Noruega se encuentran en la parte occidental de Oppland.

## Etimología
En tiempos nórdicos las partes internas de Noruega fueron llamados Upplǫnd («los países superiores»). El primer elemento es upp («superior») y el último lǫnd, la forma plural de «país».
En 1757 la interna del partido del gran condado de Akershus se separaron, y se le dio el nombre de Oplandenes amt. Este se dividió en 1781 en Christians amt (nombrado por el rey Cristián VII) y Hedemarken amt. El nombre se cambió a Kristians amt en 1877, tras una reforma de la ortografía oficial que cambió la «ch» por la «k» —consulta Oslo, Kristiansand y Kristiansund—. En 1919 el nombre fue cambiado de nuevo a Oppland fylke, y la forma Oppland fue colocada en 1950.

## Escudo de armas
El escudo de armas se les concedió en 1989 y muestra dos flores de Pulsatilla vernalis (conocida vulgarmente como «Flor del viento» en España).

## Municipios

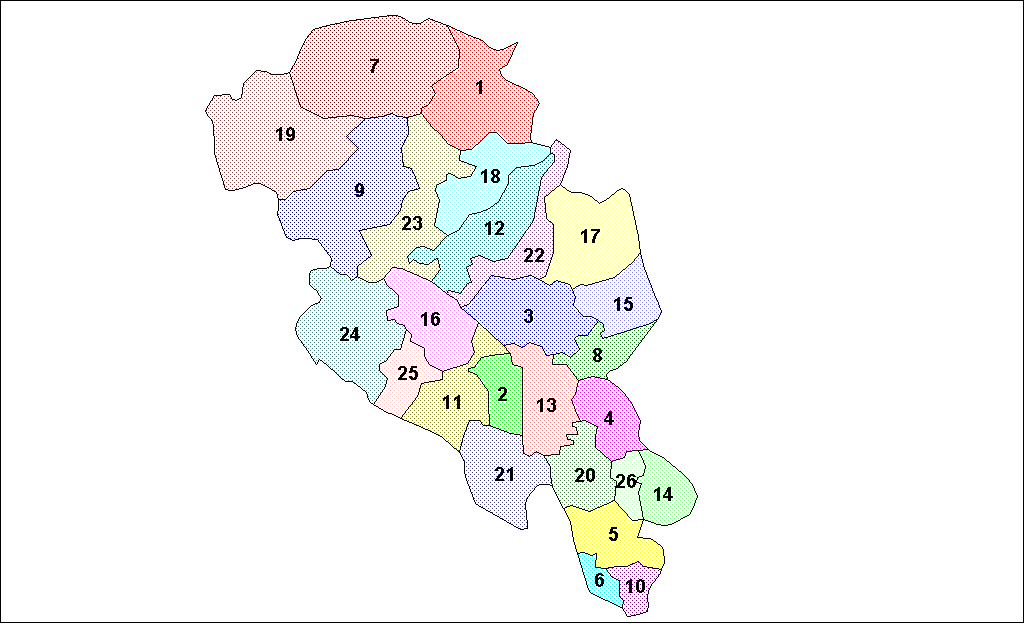

Oppland comprendía veintiséis municipios:
- Dovre
- Etnedal
- Gausdal
- Gjøvik
- Gran
- Jevnaker
- Lesja
- Lillehammer
- Lom
- Lunner
- Nord-Aurdal
- Nord-Fron
- Nordre Land
- Østre Toten
- Øyer
- Øystre Slidre
- Ringebu
- Sel
- Skjåk
- Søndre Land
- Sør-Aurdal
- Sør-Fron
- Vågå
- Vang
- Vestre Slidre
- Vestre Toten